# Cmentarz jeńców radzieckich w Kielcach
Cmentarz jeńców radzieckich w Kielcach – miejsce pochówku jeńców radzieckich, którzy zginęli w istniejącym w pobliżu obozie niemieckim w czasie II wojny światowej. Znajduje się w Kielcach, na Bukówce, u podnóża szczytu Telegraf.

## Historia
Obóz dla jeńców radzieckich powstał w 1941 w tzw. koszarach Fijałkowskiego, oddalonych wówczas od miasta o ok. 2 km. Pierwszych jeńców Niemcy przywieźli tutaj we wrześniu i zatrudnili ich przy wycinaniu drzew, odśnieżaniu dróg i załadowywaniu wagonów na stacji kolejowej w Kielcach. Przeciętnie w obozie znajdowało się 10 tys. osób. Wśród nich panowała duża śmiertelność, wynikająca z głodu oraz epidemii czerwonki i tyfusu. Naziści dokonywali również egzekucji, a ich najczęstszą formą było bicie ofiar pałkami aż do śmierci. W obozie odbyła się także masowa egzekucja, spowodowana rozbiciem przeznaczonego dla Niemców magazynu żywnościowego, w wyniku której rozstrzelanych zostało ok. 500 jeńców. W 1944 obóz wymieniany był jako filia Stalagu 367 w Częstochowie. 
W obozie, który istniał do lata 1944, zginęło ok. 12 tys. jeńców. 11,2 tys. z nich zostało pochowanych w masowych grobach niedaleko Bukówki. W 1959 roku postawiono w tym miejscu 29 kwater z betonowymi obramieniami i radzieckimi gwiazdami. Cmentarz ogrodzony jest siatką na podmurówce, pośrodku znajduje się betonowa aleja, prowadząca do pomnika – konstrukcji zrobionej z czerwonego piaskowca, zakończonej dwiema metalowymi rurami. Po prawej stronie pomnika znajdują się drewniane krzyże: katolicki oraz prawosławny.